# Lista över segrare i Vasaloppet
Lista över segrare i Vasaloppet sedan Vasaloppet hade premiär 1922. Samtliga segrare finns inskrivna på Vasaloppsstenen. Att använda fristil, tidigare kallad "skridskotekniken" blev förbjudet i huvudloppet 1987.
"Mora-Nisse" Karlsson vann åren 1943–53 nio lopp (rekord) på tio starter. 1944 förlorade han loppet efter en sekundstrid mot slutsegraren Gösta Andersson, medan han 1952 tvingades ställa in sin medverkan på grund av sjukdom. 1944 vann Karlsson dock alla tre loppen vid svenska mästerskapen och belönades med Svenska Dagbladets guldmedalj.
Åren 1922–1923 och återigen från 1981 tilläts kvinnor delta, dock utan att det korades någon officiell damsegrare före 1997. 1981–1996 uppmärksammas istället snabbaste dam som inofficiell damsegrare.

## Segrare

### Herrar
| År   | Namn                             | Klubb/Nation                              | Tid     | Kranskulla                           |
| ---- | -------------------------------- | ----------------------------------------- | ------- | ------------------------------------ |
| 1922 | Ernst Alm                        | IFK Norsjö, Sverige                       | 7:32:49 | Therése Eliasson                     |
| 1923 | Oskar Lindberg                   | IFK Norsjö, Sverige                       | 6:32:41 | Hilma Ström                          |
| 1924 | John Lindgren                    | IFK Umeå, Sverige                         | 6:53:26 | Maja Lundgren                        |
| 1925 | Sven Utterström                  | Bodens BK, Sverige                        | 6:03:55 | Elsa Cederlund                       |
| 1926 | Per-Erik Hedlund                 | Malungs IF, Sverige                       | 5:36:07 | Aina Pers                            |
| 1927 | Konrad Pettersson                | Luleå SK, Sverige                         | 6:19:32 | Lea Ström                            |
| 1928 | Per-Erik Hedlund                 | Särna SK, Sverige                         | 5:33:23 | Stina Eriksson                       |
| 1929 | Johan Abram Persson              | Arjeplogs SK, Sverige                     | 6:38:22 | Elin Henriksson                      |
| 1930 | Verner Lundström                 | Arvidsjaurs IF, Sverige                   | 6:56:30 | Ethel Eriksson                       |
| 1931 | Anders Ström                     | IFK Mora, Sverige                         | 6:37:47 | Anna-Britta Mattsson                 |
| 1932 | Inställt                         |                                           |         |                                      |
| 1933 | Arthur Häggblad                  | IFK Umeå, Sverige                         | 5:57:09 | Margit Nilsson                       |
| 1934 | Inställt                         |                                           |         |                                      |
| 1935 | Arthur Häggblad                  | IFK Umeå, Sverige                         | 6:08:55 | Marianne Edling                      |
| 1936 | Sven Hansson                     | Lima IF, Sverige                          | 6:31:55 | Inga-Greta Landeck                   |
| 1937 | Arthur Häggblad                  | IFK Umeå, Sverige                         | 6:05:56 | Gerda Berg                           |
| 1938 | Elias Nilsson                    | Östersunds SK, Sverige                    | 5:48:28 | Majt Sundin                          |
| 1939 | Alfred Lif                       | Orsa IF, Sverige                          | 5:35:59 | Anna-Greta Pettersson                |
| 1940 | Arthur Häggblad                  | IFK Umeå, Sverige                         | 6:23:57 | Kerstin Cassel                       |
| 1941 | Mauritz Brännström               | IFK Norsjö, Sverige                       | 6:51:12 | Ingrid Asplund                       |
| 1942 | Olle Wiklund                     | IFK Bergvik, Sverige                      | 5:31:50 | Britt Herdin                         |
| 1943 | Nils ”Mora-Nisse” Karlsson       | IFK Mora, Sverige                         | 5:47:10 | Elsa Karlsson (syster till segraren) |
| 1944 | Gösta Andersson                  | IFK Umeå, Sverige                         | 5:18:43 | Margareta Julin                      |
| 1945 | Nils ”Mora-Nisse” Karlsson       | IFK Mora, Sverige                         | 6:27:59 | Kerstin Sars                         |
| 1946 | Nils ”Mora-Nisse” Karlsson       | IFK Mora, Sverige                         | 6:08:42 | Elsa Sars                            |
| 1947 | Nils ”Mora-Nisse” Karlsson       | IFK Mora, Sverige                         | 5:59:35 | Nina Lindén                          |
| 1948 | Nils ”Mora-Nisse” Karlsson       | IFK Mora, Sverige                         | 5:35:13 | Ann-Mari Andersson                   |
| 1949 | Nils ”Mora-Nisse” Karlsson       | IFK Mora, Sverige                         | 5:44:09 | Kerstin Norlin                       |
| 1950 | Nils ”Mora-Nisse” Karlsson       | IFK Mora, Sverige                         | 6:08:25 | Karin Bergström                      |
| 1951 | Nils ”Mora-Nisse” Karlsson       | IFK Mora, Sverige                         | 5:27:20 | Inga Nyström                         |
| 1952 | Sigfrid Mattsson                 | Skarpnäcks IF, Sverige                    | 5:09:45 | Åsa Mattsson-Djos                    |
| 1953 | Nils ”Mora-Nisse” Karlsson       | IFK Mora, Sverige                         | 5:01:55 | Anna-Greta Beus                      |
| 1954 | Pekka Kuvaja                     | Finland                                   | 6:22:51 | Birgitta Heimer                      |
| 1955 | Sixten Jernberg                  | Lima IF, Sverige                          | 5:27:28 | Kerstin Ingemansson                  |
| 1956 | Sigvard Jonsson                  | Rossöns IF, Sverige                       | 5:23:36 | Gun Larsson                          |
| 1957 | Gunnar Larsson                   | Oxbergs IF, Sverige                       | 6:23:40 | Barbro Persson                       |
| 1958 | Gunnar Larsson                   | Oxbergs IF, Sverige                       | 5:31:50 | Anna-Greta Mattsson                  |
| 1959 | Sune Larsson                     | Oxbergs IF, Sverige                       | 5:13:28 | Margareta Åhs                        |
| 1960 | Sixten Jernberg                  | Lima IF, Sverige                          | 5:13:26 | Maivor Olsson                        |
| 1961 | David Johansson                  | Delsbo IF, Sverige                        | 4:45:10 | Marianne Eriksson                    |
| 1962 | Janne Stefansson                 | Sälens IF, Sverige                        | 5:07:46 | Ann-Mari Hansson                     |
| 1963 | Janne Stefansson                 | Sälens IF, Sverige                        | 4:56:25 | Anita Håkansson                      |
| 1964 | Janne Stefansson                 | Sälens IF, Sverige                        | 5:32:07 | Anita Rosendahl                      |
| 1965 | Janne Stefansson                 | Sälens IF, Sverige                        | 4:35:03 | Gudrun Nilsson                       |
| 1966 | Janne Stefansson                 | Sälens IF, Sverige                        | 5:52:38 | Eva Runesson                         |
| 1967 | Assar Rönnlund                   | IFK Umeå, Sverige                         | 5:20:22 | Christina Fernström                  |
| 1968 | Janne Stefansson                 | Sälens IF, Sverige                        | 4:39:49 | Karin Abrahamsson                    |
| 1969 | Janne Stefansson                 | Sälens IF, Sverige                        | 4:50:07 | Christina Spansk                     |
| 1970 | Lars-Arne Bölling                | IFK Mora, Sverige                         | 5:08:38 | Karin Karlsson                       |
| 1971 | Ole Ellefsæter                   | Nybygda IL, Norge                         | 5:12:56 | Ingegärd Backlund                    |
| 1972 | Lars-Arne Bölling                | IFK Mora, Sverige                         | 5:35:19 | Marianne Karlsson                    |
| 1973 | Pauli Siitonen                   | Helsingin Poliisi-Voimailijat, Finland    | 4:42:11 | Gunilla Lannerbro                    |
| 1974 | Matti Kuosku                     | Högbo GIF, Sverige                        | 5:06:23 | Anna Mattsson                        |
| 1975 | Gert-Dietmar Klause              | Dynamo Klingenthal, Östtyskland           | 4:20:29 | Lena Banck                           |
| 1976 | Matti Kuosku                     | Högbo GIF, Sverige                        | 4:09:07 | Åsa Mattsson                         |
| 1977 | Ivan Garanin                     | DSO Jenbek Rudnyj, Sovjetunionen          | 4:30:34 | Christina Andersson                  |
| 1978 | Jean-Paul Pierrat                | Frankrike                                 | 5:20:12 | Gunilla Lund                         |
| 1979 | Ola Hassis                       | Orsa IF, Sverige                          | 4:05:58 | Britta Samuelsson                    |
| 1980 | Walter Mayer                     | Österrike                                 | 4:08:02 | Inga-Britt Ax                        |
| 1981 | Sven-Åke Lundbäck                | IFK Råneå, Sverige                        | 4:29:32 | Åsa Norell                           |
| 1982 | Lasse Frykberg                   | IFK Mora, Sverige                         | 4:28:50 | Anna-Karin Winberg                   |
| 1983 | Konrad Hallenbarter              | Schweiz                                   | 3:58:08 | Mait Eriksson                        |
| 1984 | Hans Persson                     | Åsarna IK, Sverige                        | 4:14:14 | Marie Andersson                      |
| 1985 | Bengt Hassis                     | Orsa IF, Sverige                          | 4:45:43 | Eva Hermansson                       |
| 1986 | Bengt Hassis                     | Orsa IF, Sverige                          | 3:48:55 | Camilla Karlberg                     |
| 1987 | Anders Larsson                   | Bondsjöhöjdens IK, Sverige                | 4:20:20 | Sara Kans                            |
| 1988 | Anders Blomquist Örjan Blomquist | IFK Lidingö, Sverige IFK Lidingö, Sverige | 4:47:04 | Karin Värnlund                       |
| 1989 | Jan Ottosson                     | Åsarna IK, Sverige                        | 5:09:33 | Eva Lönn                             |
| 1990 | Inställt på grund av snöbrist    |                                           |         |                                      |
| 1991 | Jan Ottosson                     | Åsarna IK, Sverige                        | 5:07:11 | Christel Asp                         |
| 1992 | Jan Ottosson                     | Åsarna IK, Sverige                        | 3:57:04 | Maria Gustavsson                     |
| 1993 | Håkan Westin                     | Graningealliansen, Sverige                | 4:02:10 | Helena Gezelius                      |
| 1994 | Jan Ottosson                     | Åsarna IK, Sverige                        | 4:06:19 | Isabell Andersson                    |
| 1995 | Sven-Erik Danielsson             | Dala-Järna IK, Sverige                    | 4:11:09 | Malin Brandt                         |
| 1996 | Håkan Westin                     | Graningealliansen, Sverige                | 4:01:15 | Katrin Svensson                      |
| 1997 | Michail Botvinov                 | SC Obertauern, Österrike                  | 4:11:41 | Marika Engström                      |
| 1998 | Peter Göransson                  | Åsarna IK, Sverige                        | 3:38:57 | Ida Holmberg                         |
| 1999 | Staffan Larsson                  | IFK Mora, Sverige                         | 4:31:37 | Maria Wik                            |
| 2000 | Raul Olle                        | Võru Suusaklub, Estland                   | 4:14:38 | Emma Stefansson                      |
| 2001 | Henrik Eriksson                  | IFK Mora, Sverige                         | 4:01:22 | Catharina Asph                       |
| 2002 | Daniel Tynell                    | Falun-Borlänge SK, Sverige                | 3:58:52 | Maria Bergqvist                      |
| 2003 | Oskar Svärd                      | Sollefteå SK, Sverige                     | 3:58:23 | Åsa Östberg                          |
| 2004 | Anders Aukland                   | Oseberg Skilag, Norge                     | 3:48:42 | Lena Hermansson                      |
| 2005 | Oskar Svärd                      | Ulricehamns IF, Sverige                   | 3:51:47 | Eva Lif                              |
| 2006 | Daniel Tynell                    | Grycksbo IF, Sverige                      | 4:34:09 | Julia Limby                          |
| 2007 | Oskar Svärd                      | Ulricehamns IF, Sverige                   | 4:43:40 | Eva Svensson                         |
| 2008 | Jørgen Aukland                   | Oseberg Skilag/Team Santander, Norge      | 4:13:45 | Caroline Westling                    |
| 2009 | Daniel Tynell                    | Grycksbo IF, Sverige                      | 4:10:55 | Sandra Brander                       |
| 2010 | Jörgen Brink                     | Hudiksvalls IF, Sverige                   | 4:02:59 | Helene Söderlund                     |
| 2011 | Jörgen Brink                     | Hudiksvalls IF, Sverige                   | 3:51:51 | Frida Dahl                           |
| 2012 | Jörgen Brink                     | Hudiksvalls IF, Sverige                   | 3:38:41 | Johanna Axelsson                     |
| 2013 | Jørgen Aukland                   | Oseberg Skilag/Team Santander, Norge      | 3:50:48 | Isabelle Jansson                     |
| 2014 | John Kristian Dahl               | Strindheim IL, Norge                      | 4:14:33 | Lisa Englund                         |
| 2015 | Petter Eliassen                  | Tverrelvdalen IL, Norge                   | 4:01:48 | Viktoria Stärner                     |
| 2016 | John Kristian Dahl               | Strindheim IL, Norge                      | 4:08:00 | Hanna Eriksson                       |
| 2017 | John Kristian Dahl               | Strindheim IL, Norge                      | 3:57:18 | Lydia Sundin                         |
| 2018 | Andreas Nygaard                  | Burfjord IL, Norge                        | 4:24:36 | Sara Wadman                          |
| 2019 | Tore Bjørseth Berdal             | Byåsen IL, Norge                          | 4:39:15 | Emma Höglund                         |
| 2020 | Petter Eliassen                  | Tverrelvdalen IL, Norge                   | 4:25:14 | Fanny Axelsson                       |
| 2021 | Tord Asle Gjerdalen              | Fossum IF, Norge                          | 3:28:18 | Emelie Brudin                        |
| 2022 | Andreas Nygaard                  | Burfjord IL, Norge                        | 3:32:18 | Wilma Björkman                       |
| 2023 | Emil Persson                     | Lager 157 Ski Team, Sverige               | 3:37:43 | Alice Larsson                        |
| 2024 | Torleif Syrstad                  | Lager 157 Ski Team, Sverige               | 3:52:43 | Elsa Hermansson                      |
| 2025 | Alvar Myhlback                   | Lager 157 Ski Team, Sverige               | 3:28:45 | Maja Heikki                          |

### Damer

#### Bästa dam 1922–1996
| År        | Namn                            | Klubb/Nation       | Tid      | Kransmas |
| --------- | ------------------------------- | ------------------ | -------- | -------- |
| 1922      | Inga kvinnliga deltagare        |                    |          |          |
| 1923      | Margit Nordin                   |                    | 10:09:42 |          |
| 1924–1980 | Kvinnliga deltagare ej tillåtna |                    |          |          |
| 1981      | Meeri Bodelid                   | Högbo GIF          | 5.28.08  |          |
| 1982      | Meeri Bodelid                   | Högbo GIF          | 5.14.54  |          |
| 1983      | Ann-Katrin Karlsson             | IFK Mora           | 4.46.07  |          |
| 1984      | Kersti Strand                   | Norge              | 5.20.55  |          |
| 1985      | Maria Canins-Bonaldi            | Italien            | 5.30.56  |          |
| 1986      | Åsa Mattsson                    | IFK Mora           | 5.06.16  |          |
| 1987      | Åsa Mattsson                    | IFK Mora           | 5.38.41  |          |
| 1988      | Gunnel Mörtberg                 | Högbo AIK          | 5.38 25  |          |
| 1989      | Marie Johansson                 | Dala-Järna IK      | 5.38.12  |          |
| 1990      | Inställt på grund av snöbrist   |                    |          |          |
| 1991      | Nina Skeime                     | Norge              | 5.18.49  |          |
| 1992      | Antonina Ordina                 | Umedalens IF       | 4.39.23  |          |
| 1993      | Antonina Ordina                 | SK Tegsnäspojkarna | 4.43.00  |          |
| 1994      | Kerrin Petty                    | IFK Mora           | 5.03.22  |          |
| 1995      | Astrid Ruud                     | Norge              | 4.57.02  |          |
| 1996      | Sofia Lind                      | Roslags-Länna IF   | 4.49.44  |          |

### Officiell damklass 1997–
| År   | Namn                     | Klubb/Nation              | Tid     | Kransmas          |
| ---- | ------------------------ | ------------------------- | ------- | ----------------- |
| 1997 | Sofia Lind               | Åsarna IK                 | 5:06:35 | Jonas Buud        |
| 1998 | Kerrin Petty             | IFK Mora medborgare i USA | 4:17:02 | Torbjörn Schedvin |
| 1999 | Sofia Lind               | Åsarna IK                 | 5:04:50 |                   |
| 2000 | Svetlana Nagejkina       | Ryssland                  | 4:52:35 | Thomas Eriksson   |
| 2001 | Ulrica Persson           | SK Bore                   | 4:31:05 | Niklas Karlsson   |
| 2002 | Svetlana Nagejkina       | Vitryssland               | 4:38:47 | Mikael Hedh       |
| 2003 | Ulrica Persson           | SK Bore                   | 4:32:57 | Andreas Johansson |
| 2004 | Sofia Lind               | Åsarna IK                 | 4:20:28 | Niclas Jacobsson  |
| 2005 | Sofia Lind               | Åsarna IK                 | 4:24:09 | Markus Leijon     |
| 2006 | Christina Paluselli      | Italien                   | 4:59:24 | Martin Johansson  |
| 2007 | Elin Ek                  | IFK Mora                  | 4:48:29 | Lars Suther       |
| 2008 | Sandra Hansson           | Uddevalla IS              | 4:47:16 | Joakim Engström   |
| 2009 | Sandra Hansson           | Uddevalla IS              | 4:43:13 | Jonas Nilsson     |
| 2010 | Susanne Nyström          | IFK Mora SK               | 4:33:07 | Johan Öhagen      |
| 2011 | Jenny Hansson            | Östersunds SK             | 4:25:30 | Anders Solin      |
| 2012 | Vibeke Skofterud         | Norge                     | 4:08:24 | Erik Smedhs       |
| 2013 | Laila Kveli              | Norge                     | 4:22:22 | André Gatu        |
| 2014 | Laila Kveli              | Norge                     | 4:31:57 | Daniel Svensson   |
| 2015 | Justyna Kowalczyk        | Polen                     | 4:41:02 | Victor Gustafsson |
| 2016 | Katerina Smutna          | Österrike                 | 4:17:56 | Johan Wellert     |
| 2017 | Britta Johansson Norgren | Sollefteå skidor IF       | 4:19:43 | Linus Rapp        |
| 2018 | Lina Korsgren            | Sverige                   | 4:41:50 | Joakim Kullberg   |
| 2019 | Britta Johansson Norgren | Sverige                   | 4:54:24 | Victor Sticko     |
| 2020 | Lina Korsgren            | Åre Längdskidklubb        | 4:41:02 | Daniel Duhlbo     |
| 2021 | Lina Korsgren            | Åre Längdskidklubb        | 3:52:08 | Gustaf Berglund   |
| 2022 | Astrid Øyre Slind        | Norge                     | 3:50:06 | Edvin Nilsson     |
| 2023 | Emilie Fleten            | Team Ramudden, Norge      | 4:04:08 | Albin Gezelius    |
| 2024 | Emilie Fleten            | Team Ramudden, Norge      | 4:23:07 | Gustav Johnsson   |
| 2025 | Stina Nilsson            | Team Ragde Charge         | 3:54:00 | Arvid Jerkgård    |

## Statistik

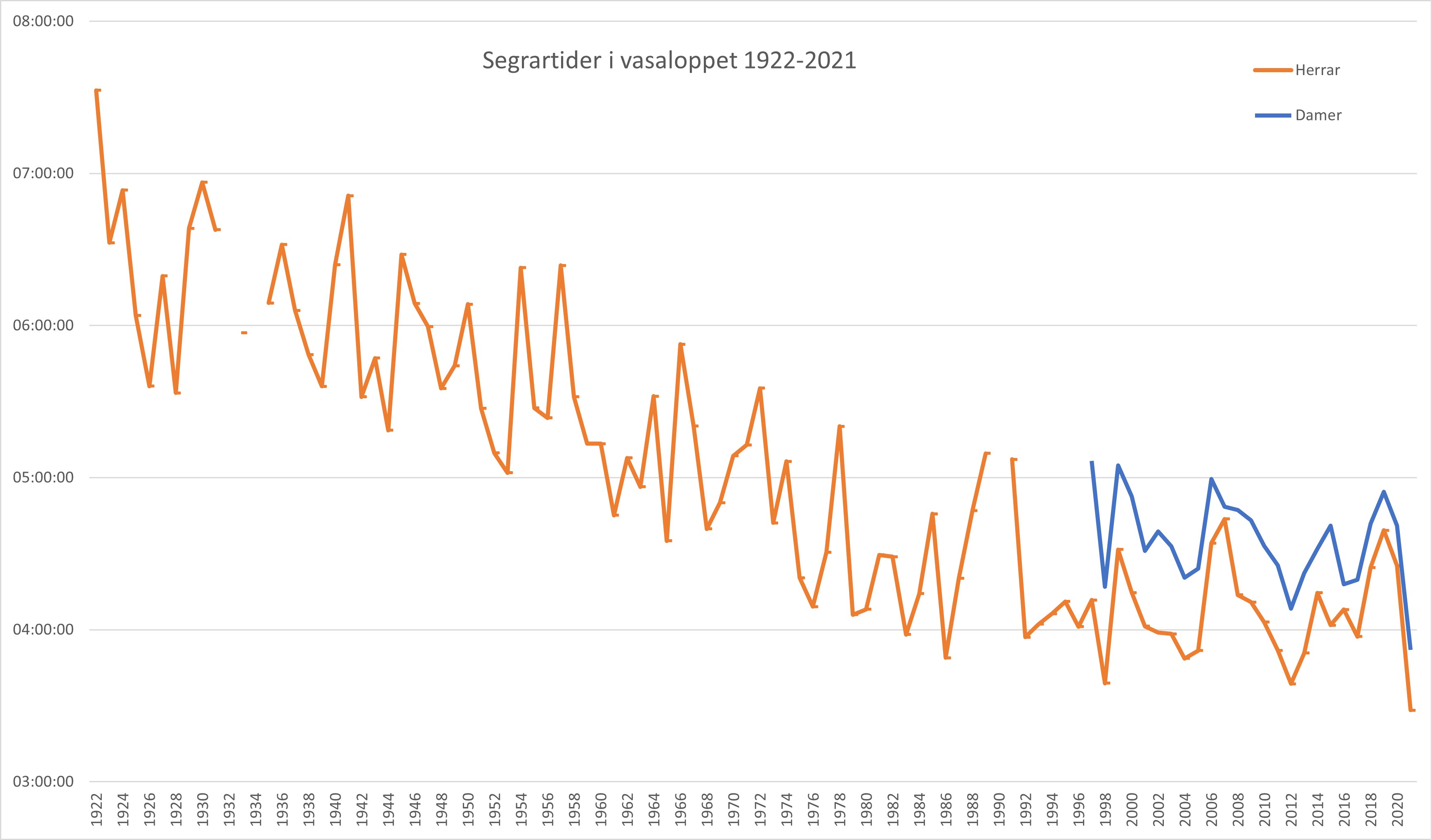
Diagram över segertid åren 1922-2021 (herrar), 1997-2021 (damer).

Resultattiden är oftast mycket beroende på vädret, men förbättrade skidor, vallningtekniker och bankvalitet visar att medeltiden för varje årtionde har sjunkit. Tidsskillnaden mellan segraren i herr- respektive damklassen har successivt minskat och är numera (2020-talet) cirka 10 procent av totaltiden.